# Regina Pessoa
Regina Maria Póvoa Pessoa Martins, née à Coimbra le 16 décembre 1969 est une réalisatrice de films d'animation portugaise.

## Biographie
Régina Pessoa est née à Coimbra mais a vécu dans un village situé à proximité de la ville jusqu'à ses 17 ans.
Ne possédant pas de télévision, elle a passé beaucoup de temps à lire, à écouter les anciens écouter des histoires et aussi à colorier avec du charbon de bois les portes et les murs de la maison de sa grand-mère, encouragée par son oncle.
Elle a passé sa maîtrise en peinture à l'Université de Porto en 1998 et alors qu'elle était encore une étudiante, elle a fait partie de différents ateliers d'animation, participant à l'Espace Projets (Annecy, 1995) avec le court-métrage A Noite (Une nuit), qu'elle avait terminé en 1999.
Animatrice au sein du studio portugais Filmógrafo – Estúdio de Cinema de Animação do Porto dès 1992, elle participe alors à la création de plusieurs films d’Abi Feijo (The Brigands, Fado Lusitanio, Clandestine).
Elle a reçu le Cristal du court métrage d’Annecy en 2006 pour son film Histoire tragique avec fin heureuse. Aujourd’hui, lauréat de 50 prix  partout dans le monde, ce film reste le court métrage d’animation portugais le plus récompensé dans le monde.
Son court-métrage Kali, le petit vampire (en) a été récompensé par le prix Hiroshima en 2012 au festival international de films d 'animation d'Hiroshima, par le premier prix au court-métrage d'animation au festival international de films d'enfants à Chicago  en 2013,  par le "The Golden Gate Award » pour le meilleur court-métrage au 56e festival international du court-métrage de film d 'animation en 2013 à San Francisco.
Regina Pessoa a aussi réalisé l'affiche du festival d'animation 2015 d'Annecy. L'artiste explique ses sources d'inspiration pour réaliser l'affiche : « Tout d’abord, l’affiche rend hommage à l’animation : les mains, habillées avec de vieux gants des premiers cartoons, font des marionnettes d’ombres, une des premières formes de projection d’images, aussi vieille que l’humanité. Ces mains qui font des projections d’ombres appartiennent à une femme. Elle est l’élément dominant de l’affiche puisque le Festival 2015 est dédié aux femmes. Cette femme, habillée en rouge sur fond jaune, est une danseuse de flamenco… parce que le pays invité pour cette édition est mon pays voisin, l’Espagne. Cette ombre projetée du lapin, c’est mon tribut au public du Festival d’Annecy… En accompagnant le Festival depuis 20 ans, je connais bien la réplique scandée par son public unique et enthousiaste : Le lapin… le lapin ! »
Elle ajoute : « En particulier, [cette affiche montre] ma fascination pour le jeu d’ombre et de lumière (qui, pour moi, résume le cinéma) ainsi que mon visuel assez sombre et texturé, un peu effrayant, un peu merveilleux. Les marionnettes d’ombres sont présentes dans beaucoup de mes travaux, et en particulier le lapin, qui est une référence secrète à une histoire qui m’inspire et m’accompagne depuis le début de mon parcours de réalisatrice : Alice au pays des merveilles ».